# لفت سويدي
اللفت السويدي أو رَبَّاغَة أو اللفتوف أو كُرُنب علفي أو سلجم حلقي أو روتا باغة (الاسم العلمي: Rutabaga)، هو نوع نباتي هجين بين اللفت والملفوف يتبع جنس الكرنب من الفصيلة الصليبية. يستعمل الجذر المنتفخ لهذا النبات في الطبخ ويمكن استعمال الأوراق أيضًا كخضراوات ورقية.